# Três castelos, muralhas e defesas do burgo de Bellinzona
Os  Três Castelos, Muralhas e Defesas do Burgo de Bellinzona  é o conjunto fortificado de Bellinzona e um exemplar único de arquitectura  europeia erigida para defender as estruturas feudais guardando estrategicamente um  colo Alpino.
É o único exemplar do arco alpino de uma arquitectura militar medieval composta por três castelos, Castelgrande, Montebello e Sasso Corbaro, e uma muralha que chegou a fechar a vale do Tessino e a população que habitava dentro dela.

## Três castelos

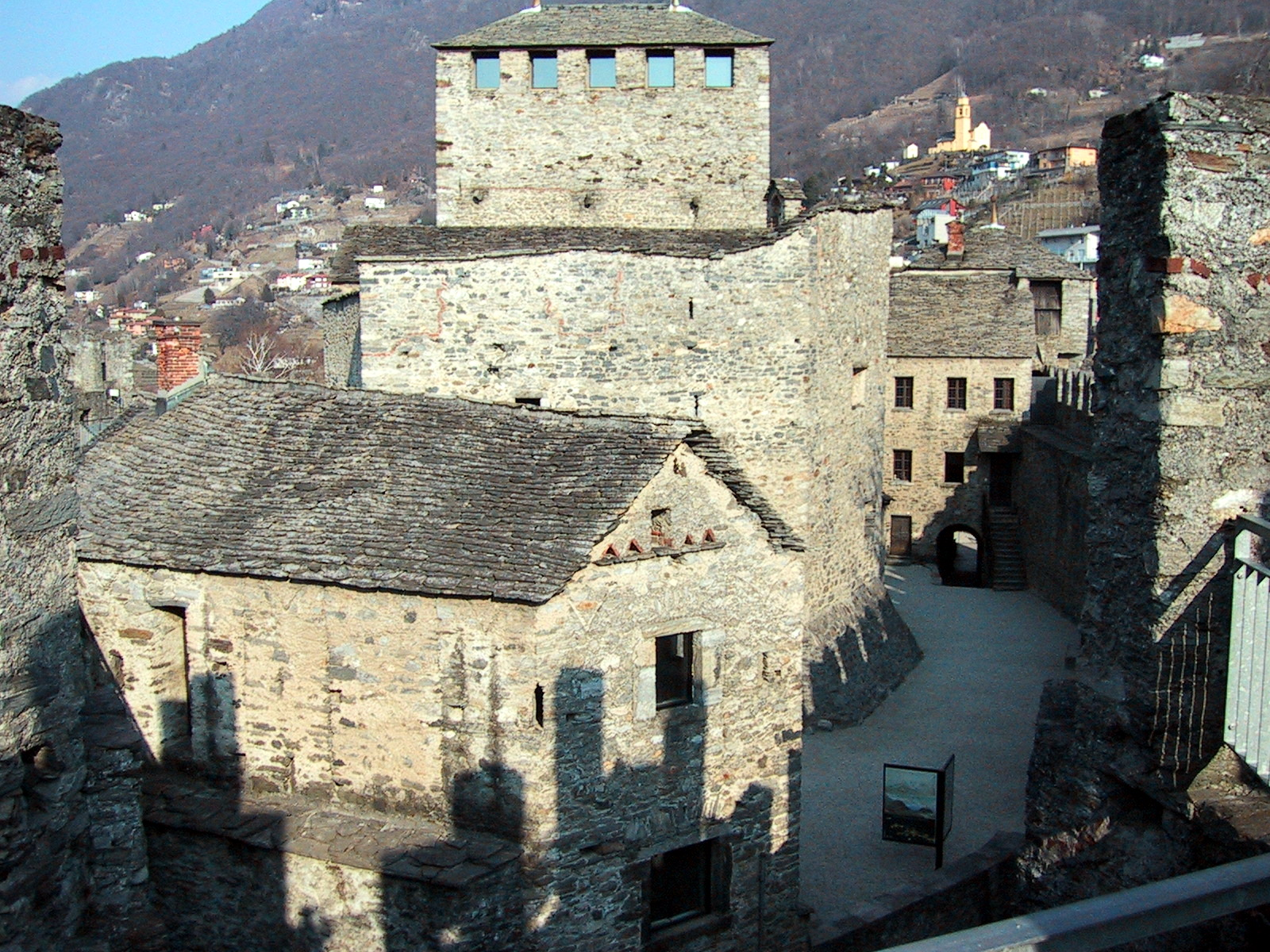
Castelo de Montebello

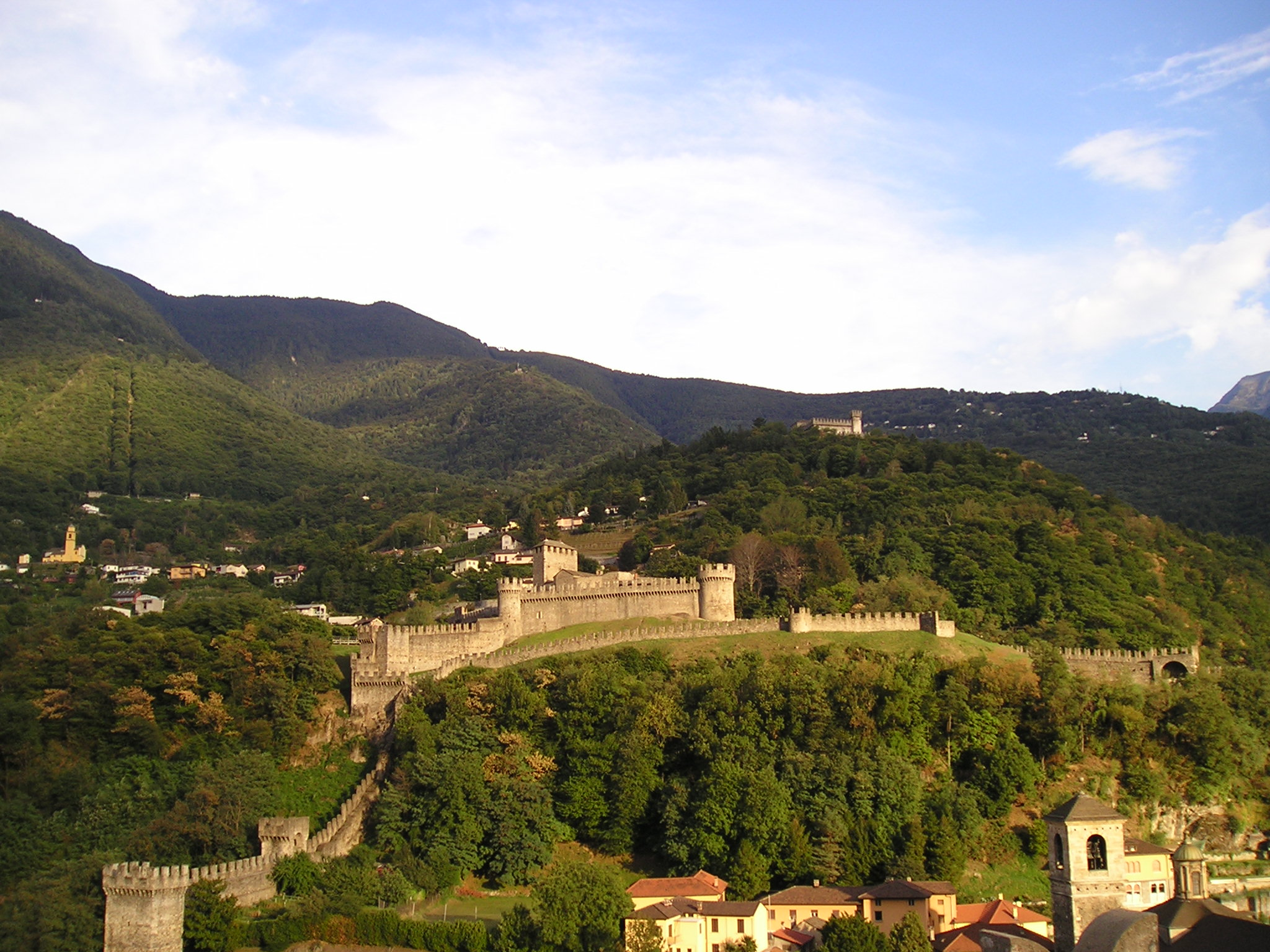
Muralhas, Montebello e Sasso Corbaro

Este conjunto fortificado fica em volta do Castelgrande que se situa num cume rochoso. A partir dele, uma série de fortificações protegem a antiga cidade e barram o vale do Tessino. O segundo castelo, Montebello, está integrado ao dispositivo fortificado. Um terceiro castelo, Sasso Corbaro, foi construído num promontório a Sudoeste deste conjunto.

### Castelgrande
O castelo está situado no meio de um vale profundo que liga o Norte com o Sul da Europa. Esta situação estratégica na caminho do maciço do Maciço do São Gotardo. As imponentes dimensões do castelo, com mais de 200 m de diagonal, tiveram por consequência que a maioria das instalações de defesa foram construídas na periferia do castelo. As partes mais antigas da muralha datam do Século X  e do Século XI.

### Montebello
Encontra-se numa aresta rochosa que domina a cidade. Foi o segundo castelo construído  na cidade no fim do Século XIII.

### Sasso Corbaro
Situado mais acima do castelo de Montebello, sobre um rochedo isolado, foi construído  para impedir o contorno da montanha da barragem constituída pelos dois outros castelos e pela muralha que fechava o vale. Já existia uma torre em 1400 e foi a partir dela que se construiu o castelo em 1478.

## Património Mundial
O conjunto formado pelos três castelos e pelas muralhas foi inscrito no Património Mundial da UNESCO em 2000 com o nome de Três Castelos, Muralhas e Defesas do Burgo de Bellinzona